# 中谷雄英

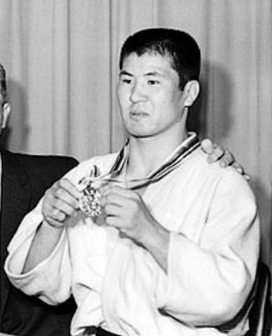

中谷雄英（1941年7月9日—）是一名日本男子柔道运动员。他在1964年东京夏季奥林匹克运动会中，参加了男子柔道比赛并获得68公斤级金牌。他也曾在1967年世界柔道锦标赛上获得男子70公斤级项目铜牌。